# 알베르토 스펜세르
알베르토 페드로 스펜세르 에레라(스페인어: Alberto Pedro Spencer Herrera, 1937년 12월 6일 ~ 2006년 11월 3일)는 에콰도르와 우루과이의 전직 축구 선수이다. 선수 생활의 대부분을 우루과이의 페냐롤에서 보냈다.

## 축구인 경력

### 클럽 경력
알베르토 스펜세르는 15살에 에콰도르의 클럽 CD 에베레스트에서 축구 생활을 시작했다. 1960년 우루과의의 클럽 페냐롤로 이적하였고, 코파 리베르타도레스 3회 우승과 인터콘티넨털 컵 2회 우승이라는 업적을 쌓았다. 그가 코파 리베르타도레스에서 87경기에 출전하여 54골을 기록한 것은 아직까지도 대회 역대 최다 득점자로 남아있다. 또한 우루과이 프리메라 디비시온의 우승 트로피를 7번 들어올렸다. 그의 코파 리베르타도레스 두번째 우승 직후, 인터 밀란에서 이적제의를 했으나 원소속팀 페냐롤이 거절했다.

### 국가대표팀 경력
알베르토 스펜세르는 에콰도르와 우루과이 대표팀을 동시에 뛰었다. 그는 우루과이 대표팀으로써 잉글랜드와 웸블리 스타디움에서 친선경기로 맞붙었을 때 득점을 기록한 바 있다. 이는 웸블리 스타디움에서 득점을 기록한 최초의 우루과이 축구선수로 남아있다. 그는 남미 축구 역사상 가장 위대한 축구선수 중 한 명으로 항상 꼽히지만, FIFA 월드컵에 출전한 적은 단 한차례도 없다.

## 선수 생활 기록
| 클럽          | 시즌        | 리그 | 리그 | 코파 리베르타도레스 | 코파 리베르타도레스 | 인터콘티넨털 컵 | 인터콘티넨털 컵 | 종합 | 종합 |
| 클럽          | 시즌        | 경기 | 득점 | 경기                | 득점                | 경기            | 득점            | 경기 | 득점 |
| ------------- | ----------- | ---- | ---- | ------------------- | ------------------- | --------------- | --------------- | ---- | ---- |
| 페냐롤        | 1959        | 1    | 0    | -                   | -                   | -               | -               | 1    | 0    |
| 페냐롤        | 1960        | 16   | 10   | 7                   | 7                   | 2               | 1               | 25   | 18   |
| 페냐롤        | 1961        | 18   | 18   | 4                   | 3                   | 3               | 2               | 25   | 23   |
| 페냐롤        | 1962        | 18   | 16   | 6                   | 6                   | -               | -               | 24   | 22   |
| 페냐롤        | 1963        | 15   | 9    | 4                   | 5                   | -               | -               | 19   | 14   |
| 페냐롤        | 1964        | 6    | 6    | -                   | -                   | -               | -               | 6    | 6    |
| 페냐롤        | 1965        | 17   | 12   | -                   | -                   | -               | -               | 17   | 12   |
| 페냐롤        | 1966        | 16   | 6    | 12                  | 6                   | 2               | 3               | 30   | 15   |
| 페냐롤        | 1967        | 14   | 11   | 3                   | 2                   | -               | -               | 17   | 13   |
| 페냐롤        | 1968        | 11   | 8    | 14                  | 10                  | -               | -               | 25   | 18   |
| 페냐롤        | 1969        | 14   | 5    | 10                  | 2                   | -               | -               | 24   | 7    |
| 페냐롤        | 1970        | 20   | 12   | 10                  | 7                   | -               | -               | 30   | 19   |
| 페냐롤        | 종합        | 166  | 113  | 70                  | 48                  | 7               | 6               | 243  | 167  |
| 바르셀로나 SC | 1971        | 18   | 13   | 11                  | 5                   | -               | -               | 29   | 18   |
| 바르셀로나 SC | 1972        | 2    | 0    | 6                   | 1                   | -               | -               | 8    | 1    |
| 바르셀로나 SC | 종합        | 20   | 13   | 17                  | 6                   | -               | -               | 37   | 19   |
| 커리어 통산   | 커리어 통산 | 186  | 126  | 87                  | 54                  | 7               | 6               | 280  | 186  |